# This Is England (singel)
This Is England – siedemnasty singel zespołu The Clash wydany 30 września 1985 przez firmę CBS.

## Lista utworów
1. "This Is England" – 3:51
2. "Do It Now" – 3:07

## Skład
- Joe Strummer - wokal, gitara
- Nick Sheppard - gitara, wokal
- Vince White - gitara
- Paul Simonon - bas, wokal
- Pete Howard - perkusja